# 5546 Salavat
5546 Salavat este un asteroid din centura principală de asteroizi.

## Descriere
5546 Salavat este un asteroid din centura principală de asteroizi. A fost descoperit pe 18 decembrie 1979 la Observatorul La Silla de Henri Debehogne. El prezintă o orbită caracterizată de o semiaxă mare de 2,62 ua, o excentricitate de 0,11 și o înclinație de 12,2° în raport cu ecliptica.